# Régis Laconi
Régis Laconi (Saint-Dizier, 8 luglio 1975) è un pilota motociclistico francese ritiratosi dall'attività agonistica.

## Carriera

### Gli inizi
Di origini sarde, infatti entrambi i genitori sono originari di Segariu, piccolo centro posto nel medio Campidano da cui sono emigrati per lavoro.
Comincia a correre nel 1991 nel campionato Francese 125GP e l'anno successivo riesce a disputare una gara nel motomondiale come wild card. I risultati non sono degni di nota e decide dopo sole due stagioni di passare alle "quarto di litro". La mossa si rivela vincente e nel 1994 vince il campionato Europeo Velocità della classe 250, oltre al campionato nazionale.

### Motomondiale
Nel 1995 viene messo sotto contratto dal team Equipe de France GP per disputare l'intera stagione del mondiale 250 con una Honda, chiudendo la sua prima stagione nel mondiale in 27ª posizione; arriverà invece 15º l'anno successivo. Nel 1997 passa in classe 500 con una Honda bicilindrica del team Tecmas Honda Elf, ma un infortunio lo costringe a saltare quattro gare e chiude 14º nella classifica generale. Per i tre anni successivi è al team Red Bull Yamaha WCM con una Yamaha YZR 500. Il francese è decimo nel '98, undicesimo nel '99 (con una vittoria, un terzo posto e una pole position) e dodicesimo nel 2000.

### Mondiale Superbike
Nel 2001 debutta nel mondiale Superbike con la Aprilia RSV 1000, con compagno di squadra di Troy Corser. Termina 11º nella classifica piloti, cogliendo una vittoria all'ultima gara di Imola. La stagione successiva accetta la proposta dell'Aprilia per tornare nel motomondiale e portare in gara la RS Cube in MotoGP. Dopo una sola stagione, decide nel 2003 di tornare nel mondiale Superbike con la Ducati 998RS del team Caracchi NCR Nortel Network.

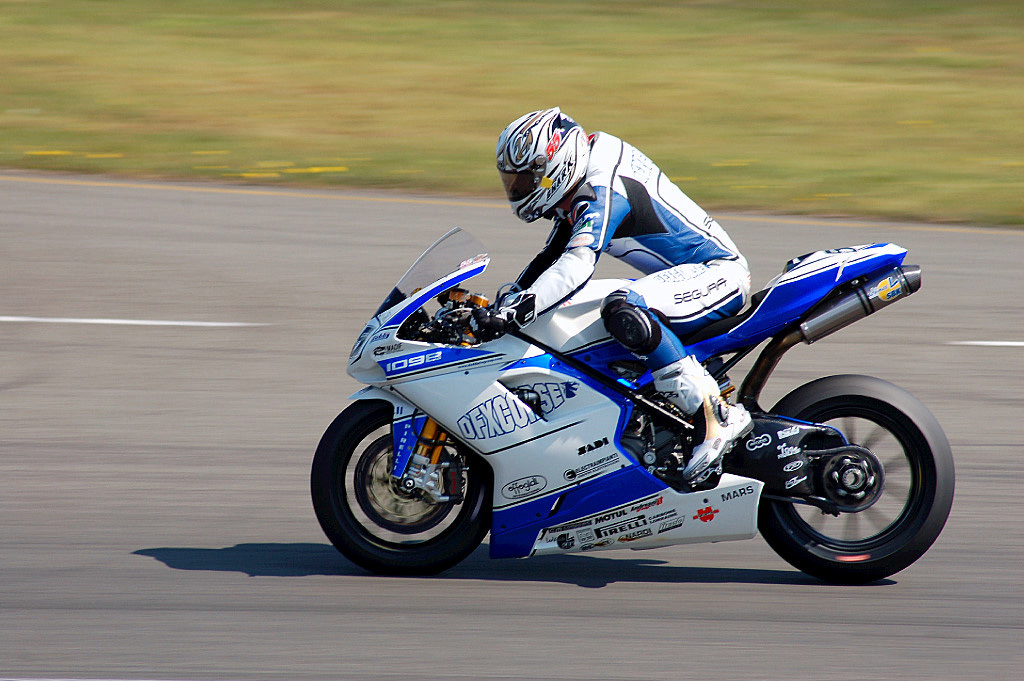
Laconi in azione ad Assen nel 2009.

I suoi risultati convincono la Ducati ad inserirlo nella squadra ufficiale per il biennio 2004-2005. Il francese coglie 10 vittorie in due anni e sfiora il titolo nel 2004. In quell'anno è il pilota più vittorioso, ma le numerose cadute e la scarsa costanza nel rendimento, favoriscono il compagno di squadra James Toseland, che vince il titolo mondiale con nove punti di vantaggio su Laconi. Il finale di stagione vide i due piloti della Ducati presentarsi all'ultima gara di Magny Cours con Laconi in vantaggio, ma il francese non riesce a gestire i pochi punti di margine su Toseland ed è costretto al 2º posto.
Nel 2005 coglie gli ultimi tre successi della carriera (gli ultimi due coincidono con una doppietta a Misano Adriatico). Dal 2006 lascia la Ducati 999 per passare alla Kawasaki ZX-10R del team PSG-1 Kawasaki Corse, con il quale corre per tre stagioni. Il miglior risultato finale è il 10º posto del 2007.
Nel 2009 lascia la Kawasaki per il team DFX Corse, ma il 15 maggio, durante le prove del Gran Premio del Sudafrica previsto a Kyalami, il pilota francese cade, causandosi la frattura di sei vertebre. Costretto all'operazione, segue un lungo periodo di riabilitazione per poter riprendere a gareggiare. Nell'ottobre del 2009 percorre qualche giro dimostrativo sul circuito francese di Magny Cours; nonostante questo, il team DFX Corse decide di non schierarlo per la stagione 2010 delle derivate di serie.
Abbandonate le corse, è divenuto commentatore per Eurosport in Francia.

## Risultati in gara

### Motomondiale

#### Classe 125
| 1992 | Classe | Moto  |  |  |  |  |  |  |  |  |  |    |  |  |  |  |  | Punti | Pos. |
| ---- | ------ | ----- |  |  |  |  |  |  |  |  |  | -- |  |  |  |  |  | ----- | ---- |
| 1992 | 125    | Honda |  |  |  |  |  |  |  |  |  | 26 |  |  |  |  |  | 0     |      |

| Legenda | 1º posto        | 2º posto            | 3º posto            | A punti      | Senza punti        | Grassetto – Pole position Corsivo – Giro più veloce |
| Legenda | Gara non valida | Non qual./Non part. | Ritirato/Non class. | Squalificato | '-' Dato non disp. | Grassetto – Pole position Corsivo – Giro più veloce |

#### Classe 250
| 1995 | Classe | Moto  |     |    |    |    |     |    |     |     |    |    |     |    |     |  |  | Punti | Pos. |
| ---- | ------ | ----- | --- | -- | -- | -- | --- | -- | --- | --- | -- | -- | --- | -- | --- |  |  | ----- | ---- |
| 1995 | 250    | Honda | Rit | 21 | 15 | 20 | Rit | 19 | Rit | Rit | 15 | 21 | Rit | 14 | Rit |  |  | 4     | 27º  |

| 1996 | Classe | Moto  |     |    |    |     |    |    |     |   |   |   |    |     |    |     |    | Punti | Pos. |
| ---- | ------ | ----- | --- | -- | -- | --- | -- | -- | --- | - | - | - | -- | --- | -- | --- | -- | ----- | ---- |
| 1996 | 250    | Honda | Rit | 16 | 14 | Rit | 14 | 11 | Rit | 8 | 7 | 9 | 16 | Rit | 10 | Rit | 12 | 43    | 15º  |

| Legenda | 1º posto        | 2º posto            | 3º posto            | A punti      | Senza punti        | Grassetto – Pole position Corsivo – Giro più veloce |
| Legenda | Gara non valida | Non qual./Non part. | Ritirato/Non class. | Squalificato | '-' Dato non disp. | Grassetto – Pole position Corsivo – Giro più veloce |

#### Classe 500
| 1997 | Classe | Moto  |    |    |    |    |     |  |  |  |  |   |     |   |    |    |   |  | Punti | Pos. |
| ---- | ------ | ----- | -- | -- | -- | -- | --- |  |  |  |  | - | --- | - | -- | -- | - |  | ----- | ---- |
| 1997 | 500    | Honda | 12 | 12 | 10 | 10 | Rit |  |  |  |  | 9 | Rit | 7 | 11 | 16 | 5 |  | 52    | 14º  |

| 1998 | Classe | Moto   |    |  |    |    |    |   |   |   |   |   |    |   |   |   |  |  | Punti | Pos. |
| ---- | ------ | ------ | -- |  | -- | -- | -- | - | - | - | - | - | -- | - | - | - |  |  | ----- | ---- |
| 1998 | 500    | Yamaha | NP |  | 14 | 10 | 11 | 7 | 9 | 8 | 5 | 9 | 12 | 8 | 7 | 6 |  |  | 86    | 10º  |

| 1999 | Classe | Moto   |   |     |   |   |     |     |    |     |    |   |   |   |   |    |    |    | Punti | Pos. |
| ---- | ------ | ------ | - | --- | - | - | --- | --- | -- | --- | -- | - | - | - | - | -- | -- | -- | ----- | ---- |
| 1999 | 500    | Yamaha | 7 | Rit | 7 | 8 | Rit | Rit | 12 | Rit | 13 | 9 | 5 | 1 | 3 | 14 | 11 | 12 | 103   | 11º  |

| 2000 | Classe | Moto   |   |   |    |   |   |   |    |   |    |   |    |   |   |   |    |    | Punti | Pos. |
| ---- | ------ | ------ | - | - | -- | - | - | - | -- | - | -- | - | -- | - | - | - | -- | -- | ----- | ---- |
| 2000 | 500    | Yamaha | 9 | 9 | 14 | 8 | 9 | 7 | 13 | 8 | 12 | 7 | 13 | 5 | 6 | 8 | 11 | 11 | 106   | 12º  |

| Legenda | 1º posto        | 2º posto            | 3º posto            | A punti      | Senza punti        | Grassetto – Pole position Corsivo – Giro più veloce |
| Legenda | Gara non valida | Non qual./Non part. | Ritirato/Non class. | Squalificato | '-' Dato non disp. | Grassetto – Pole position Corsivo – Giro più veloce |

#### MotoGP
| 2002 | Classe | Moto    |   |    |    |   |   |    |     |    |     |    |     |     |    |    |     |     | Punti | Pos. |
| ---- | ------ | ------- | - | -- | -- | - | - | -- | --- | -- | --- | -- | --- | --- | -- | -- | --- | --- | ----- | ---- |
| 2002 | MotoGP | Aprilia | 8 | 15 | 14 | 9 | 8 | 14 | Rit | 16 | Rit | 16 | Rit | Rit | 11 | 17 | Rit | Rit | 33    | 19º  |

| Legenda | 1º posto        | 2º posto            | 3º posto            | A punti      | Senza punti        | Grassetto – Pole position Corsivo – Giro più veloce |
| Legenda | Gara non valida | Non qual./Non part. | Ritirato/Non class. | Squalificato | '-' Dato non disp. | Grassetto – Pole position Corsivo – Giro più veloce |

### Campionato mondiale Superbike
| 2001 | Moto    |   |     |   |   |     |    |    |    |   |   |    |    |   |    |     |     |    |   |     |    |   |   |   |   |     |   |  |  | Punti | Pos. |
| ---- | ------- | - | --- | - | - | --- | -- | -- | -- | - | - | -- | -- | - | -- | --- | --- | -- | - | --- | -- | - | - | - | - | --- | - |  |  | ----- | ---- |
| 2001 | Aprilia | 4 | Rit | 8 | 6 | Rit | AN | 14 | 14 | 5 | 8 | 12 | 11 | 7 | 13 | Rit | Rit | 11 | 9 | Rit | 11 | 8 | 5 | 9 | 7 | Rit | 1 |  |  | 152   | 11º  |

| 2003 | Moto   |   |     |   |   |   |   |   |   |   |   |   |   |   |   |     |   |   |   |     |   |   |   |   |    |  |  |  |  | Punti | Pos. |
| ---- | ------ | - | --- | - | - | - | - | - | - | - | - | - | - | - | - | --- | - | - | - | --- | - | - | - | - | -- |  |  |  |  | ----- | ---- |
| 2003 | Ducati | 5 | Rit | 6 | 4 | 2 | 7 | 2 | 4 | 4 | 4 | 4 | 6 | 3 | 4 | Rit | 4 | 4 | 8 | Rit | 4 | 3 | 2 | 6 | 16 |  |  |  |  | 267   | 4º   |

| 2004 | Moto   |     |     |   |     |   |   |   |   |   |   |     |   |   |   |   |     |   |   |   |   |   |   |  |  |  |  |  |  | Punti | Pos. |
| ---- | ------ | --- | --- | - | --- | - | - | - | - | - | - | --- | - | - | - | - | --- | - | - | - | - | - | - |  |  |  |  |  |  | ----- | ---- |
| 2004 | Ducati | Rit | Rit | 1 | Rit | 1 | 2 | 1 | 1 | 6 | 1 | Rit | 3 | 5 | 3 | 2 | Rit | 3 | 5 | 1 | 1 | 3 | 3 |  |  |  |  |  |  | 327   | 2º   |

| 2005 | Moto   |   |   |   |   |    |    |   |   |   |     |   |   |   |   |   |   |    |    |  |  |   |    |    |    |  |  |  |  | Punti | Pos. |
| ---- | ------ | - | - | - | - | -- | -- | - | - | - | --- | - | - | - | - | - | - | -- | -- |  |  | - | -- | -- | -- |  |  |  |  | ----- | ---- |
| 2005 | Ducati | 3 | 2 | 7 | 7 | NP | NP | 4 | 2 | 1 | Rit | 1 | 1 | 3 | 7 | 3 | 5 | NP | NP |  |  | 9 | AN | NP | NP |  |  |  |  | 221   | 6º   |

| 2006 | Moto     |    |     |    |    |   |   |   |     |   |    |   |    |     |    |   |   |     |   |    |    |    |    |   |    |  |  |  |  | Punti | Pos. |
| ---- | -------- | -- | --- | -- | -- | - | - | - | --- | - | -- | - | -- | --- | -- | - | - | --- | - | -- | -- | -- | -- | - | -- |  |  |  |  | ----- | ---- |
| 2006 | Kawasaki | 13 | Rit | 13 | 16 | 8 | 8 | 7 | Rit | 7 | 14 | 6 | 19 | Rit | 16 | 9 | 4 | Rit | 8 | 12 | 19 | 10 | 10 | 9 | 18 |  |  |  |  | 103   | 15º  |

| 2007 | Moto     |     |    |     |     |   |   |    |   |    |    |     |   |   |    |   |    |    |    |   |   |   |    |   |     |   |   |  |  | Punti | Pos. |
| ---- | -------- | --- | -- | --- | --- | - | - | -- | - | -- | -- | --- | - | - | -- | - | -- | -- | -- | - | - | - | -- | - | --- | - | - |  |  | ----- | ---- |
| 2007 | Kawasaki | Rit | 11 | Rit | Rit | 7 | 6 | 11 | 8 | 16 | 10 | Rit | 8 | 5 | AN | 7 | 11 | 11 | 14 | 8 | 9 | 6 | 11 | 7 | Rit | 9 | 8 |  |  | 137   | 10º  |

| 2008 | Moto     |    |    |     |    |   |   |    |    |     |     |     |   |    |    |     |     |     |     |     |    |     |    |    |   |    |    |    |    | Punti | Pos. |
| ---- | -------- | -- | -- | --- | -- | - | - | -- | -- | --- | --- | --- | - | -- | -- | --- | --- | --- | --- | --- | -- | --- | -- | -- | - | -- | -- | -- | -- | ----- | ---- |
| 2008 | Kawasaki | 15 | 16 | Rit | 17 | 8 | 9 | 11 | 16 | Rit | Rit | Rit | 9 | 14 | 10 | Rit | Rit | Rit | Rit | Rit | 16 | Rit | 15 | 16 | 9 | 11 | 20 | 10 | 10 | 61    | 16º  |

| 2009 | Moto   |   |   |    |    |   |   |   |    |   |    |     |     |     |     |     |     |     |     |     |     |     |     |     |     |     |     |     |     | Punti | Pos. |
| ---- | ------ | - | - | -- | -- | - | - | - | -- | - | -- | --- | --- | --- | --- | --- | --- | --- | --- | --- | --- | --- | --- | --- | --- | --- | --- | --- | --- | ----- | ---- |
| 2009 | Ducati | 7 | 4 | 10 | 14 | 4 | 4 | 8 | 16 | 8 | 11 | Inf | Inf | Inf | Inf | Inf | Inf | Inf | Inf | Inf | Inf | Inf | Inf | Inf | Inf | Inf | Inf | Inf | Inf | 77    | 15º  |

| Legenda | 1º posto        | 2º posto            | 3º posto           | A punti      | Senza punti        | Grassetto – Pole position Corsivo – Giro più veloce |
| Legenda | Gara non valida | Non qual./Non part. | Ritirato/Non class | Squalificato | '-' Dato non disp. | Grassetto – Pole position Corsivo – Giro più veloce |